# Betriebstest
Der Begriff Betriebstest bezeichnet in der Softwareentwicklung eine Reihe von aufeinander abgestimmten Tests die nachweisen sollen, dass die Software den Bedürfnissen des Unternehmens entspricht und korrekt arbeitet.
Der Betriebstest ist im Projektplan der letzte Schritt vor der Inbetriebnahme. Eine Alternative zum Betriebstest ist eine Parallelverarbeitung. Nach dem erfolgreichen Betriebstest erfolgt eine Stichtags-Umstellung auf das einzuführende Software-System.
Der Betriebstest wird in dem Unternehmen durchgeführt, welches die Software nach erfolgreichem Test in Betrieb nehmen wird. Der Betriebstest erfolgt zeitnah vor der Inbetriebnahme und oft parallel zur Mitarbeiterschulung.
Wenn das Unternehmen aufgrund des Betriebstests das Okay für die Inbetriebnahme gibt, dann ist dieses Okay faktisch gleichbedeutend einer Abnahme der Software. Danach auftretende Mängel sind gemäß der vereinbarten Gewährleistung zu beheben.
Voraussetzungen für den Betriebstest sind:
- Sämtliche Hardware- und Softwarekomponenten sind betriebsfähig installiert und getestet.
- Die Entwicklung der Software ist dem Pflichtenheft entsprechend abgeschlossen und getestet.
- Die Software funktioniert stabil.

Der Betriebstest soll möglichst alle Funktionen der Software unter praxisgerechter Aufgabenstellung umfassen:
- Die zum Test erforderlichen Daten entsprechen Echtdaten
- Die Daten-Eingabe und das Handling der Software werden von erfahrenen und Mitarbeitern des Kunden vorgenommen. Diese Mitarbeiter sind vorgängig auf die einzuführende Software geschult worden.
- Der Betriebstest soll auch dem Mengengerüst des Unternehmens entsprechen.